# Blok u periodnom sustavu
Blok u periodnom sustavu je skup susjednih grupa.
Elektroni s najvišim energijama u svakom pojedinom elementu u bloku pripadaju istoj orbitali. Svaki je blok nazvan po svojoj karakterističnoj orbitali, pa su blokovi sljedeći:
- s-blok
- p-blok
- d-blok
- f-blok
- g-blok (još nisu otkriveni elementi u ovoj grupi)